# Верхняя Ламба
Верхняя Ла́мба (карел. Jessunkülä) — деревня в составе Петровского сельского поселения Кондопожского района Республики Карелия Российской Федерации.

## Общие сведения
Расположена на северо-восточном берегу озера Верхнее Лампи.

## Население
| 2002 | 2009 | 2010 | 2013 |
| ---- | ---- | ---- | ---- |
| 4    | ↘2   | ↗6   | →6   |